# Agarista organensis
Agarista organensis là một loài thực vật có hoa trong họ Thạch nam. Loài này được (Gardner) Hook. ex Nied. mô tả khoa học đầu tiên năm 1889.